# Клізін
Клізін (пол. Klizin) — село в Польщі, у гміні Кодромб Радомщанського повіту Лодзинського воєводства.
Населення — 84 особи (2011).
У 1975-1998 роках село належало до Пйотрковського воєводства.

## Демографія
Демографічна структура станом на 31 березня 2011 року:
|          | Загалом | Допрацездатний вік | Працездатний вік | Постпрацездатний вік |
| -------- | ------- | ------------------ | ---------------- | -------------------- |
| Чоловіки | 38      | 6                  | 25               | 7                    |
| Жінки    | 46      | 9                  | 22               | 15                   |
| Разом    | 84      | 15                 | 47               | 22                   |